# Darkness Tour
 (janvier 2018).
Si vous disposez d'ouvrages ou d'articles de référence ou si vous connaissez des sites web de qualité traitant du thème abordé ici, merci de compléter l'article en donnant les références utiles à sa vérifiabilité et en les liant à la section « Notes et références ».

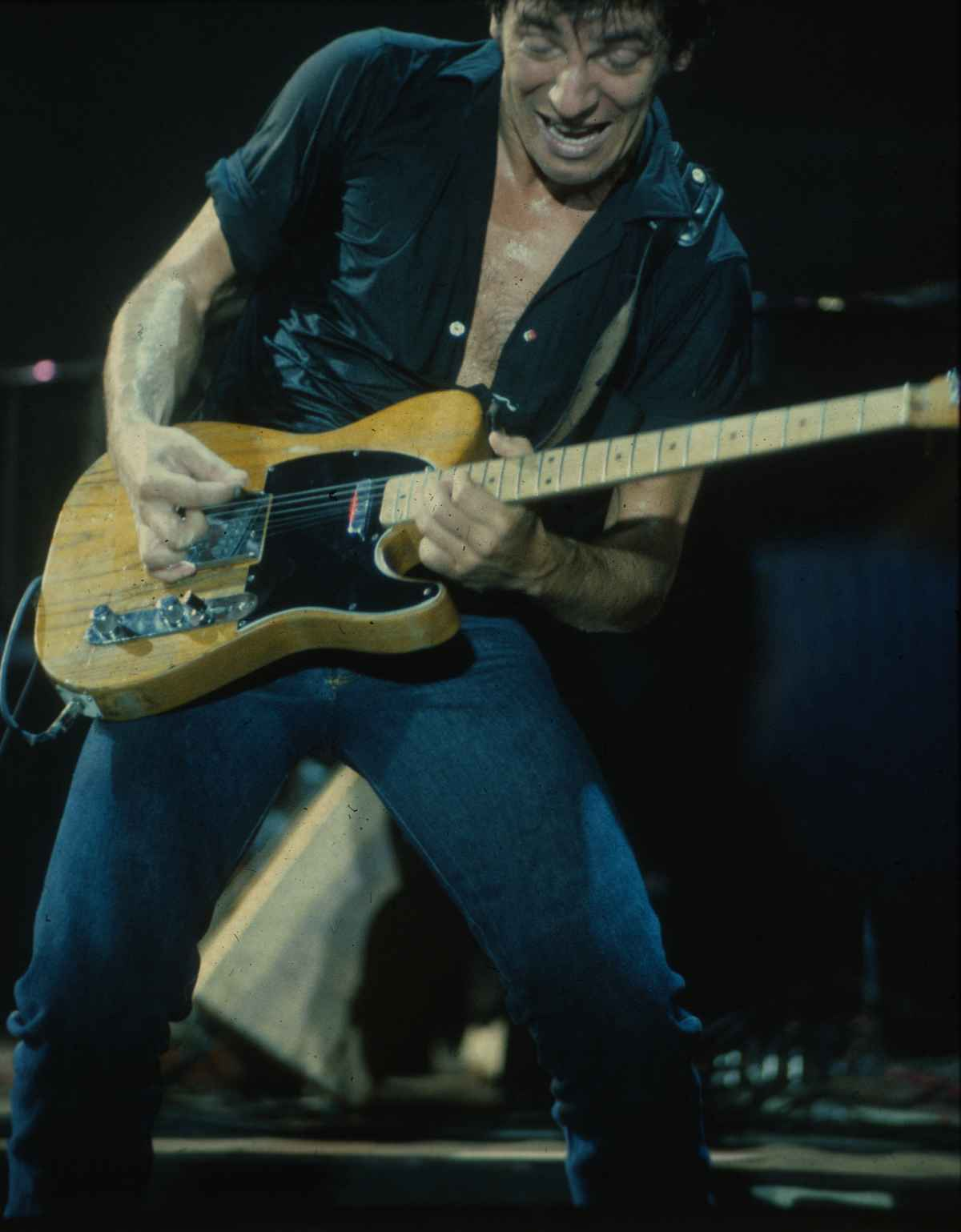
Le musicien de rock américain Bruce Springsteen en concert au New Haven Coliseum, à New Haven (Connecticut), vers 1977-1978.

Darkness tour est une tournée de concerts en Amérique du Nord de Bruce Springsteen and the E Street Band entre mai et décembre 1978, en lien avec la sortie de l'album Darkness on the Edge of Town.
Comme la plupart des tournées de Springsteen, elle n'a pas de nom officiel, mais c'est le nom qui a été le plus couramment utilisé. Elle a parfois été appelé Darkness on the Edge of Town Tour ou plus simplement 1978 Tour.
La tournée est depuis vue comme ce qui est certainement sa meilleure, dans une carrière marquée par de nombreuses performances live. Le biographe Dave Marsh écrit en 1987, « l'intensité criante de ces concerts de 1978 fait partie de la légende du rock and roll de la même manière que les concerts de Bob Dylan en 1966 avec The Band, la tournée des Rolling Stones de 1969 et de 1972 et la tournée Tommy de The Who de 1969 : les références d'une époque »[réf. nécessaire].

## Parcours
La tournée s'est faite sans pause, commençant le 23 mai 1978 au Shea's Buffalo dans la ville de Buffalo (New York). Le groupe a joué dans des salles de concerts, des théâtres et parfois des stades à travers les États-Unis, avec quelques dates au Canada. Les huit premiers concerts ont été joués avant la sortie de l'album Darkness on the Edge of Town, qui sortit le 2 juin. Les grandes villes, les petites villes et les villes universitaires ont toutes été visitées. Quelques concerts furent annulés pour cause de maladie mais ils eurent tout de même lieu plus tard dans la tournée. La tournée se termina, après 115 concerts, le 1er janvier 1979 à Cleveland (Ohio) au Richfield Coliseum.
Après une brève tournée déplaisante en 1975 en Europe, après la sortie de l'album Born to Run, et avec un attrait commercial plus faible pour Darkness comparé à son prédécesseur, Springsteen ne s'est pas aventuré outre-mer pour cette tournée.

## Concerts
Les concerts de 1978 étaient plus longs que lors des précédentes tournées de Springsteen, généralement autour de 25 chansons, mais ils n'étaient pas encore les concerts marathons qui auront lieu pendant les tournées pour The River et Born in the U.S.A.. La setlist n'était alors pas aussi vaste, étant donné que sa carrière n'en était encore qu'à ses débuts, ne permettant donc pas d'offrir des raretés comme ce sera le cas plus tard lors de la tournée de 1999 et des suivantes.
Le mot qui a plutôt été utilisé pour décrire les concerts de 1978 est « intense ». Badlands ouvrait souvent les concerts, le couplet étant joué beaucoup plus rapidement que sur la version studio, la batterie plus active, et Springsteen crachant les paroles presque en avance sur le groupe, créant l'impression qu'ils n'arrivaient pas à suivre le rythme. Vers la fin des concerts, Born to Run était aussi jouée sur un rythme rapide. De façon contrastée, des chansons plus lentes comme Streets of Fire étaient jouées encore plus lentement, avec des lignes d'orgue planantes lançant le chant de Springsteen, allant du grognement au cri.
De nombreuses nouvelles chansons de Springsteen firent leurs apparitions durant la tournée. Certaines chansons deviendront de futurs succès comme Fire ou Because the Night. On peut également citer deux nouvelles chansons lentes mais accessibles et efficaces : l'histoire de famille poignante de Independence Day et l'histoire cauchemardesque de Point Blank, chacune apparaissant plus tard sur l'album The River en 1980, tout comme d'autres chansons qui furent jouées pour la première fois de façon sporadique en 1978.
Ce qui est surtout remarquable est le traitement qu'ont subi ses chansons les plus connues. Prove It All Night, le premier single raté de Darkness, fut réarrangé en une chanson épique de 11 minutes, une introduction avec une guitare hurlant par-dessus le piano et une fin avec l'orgue et la guitare par-dessus la batterie. Cette version deviendra alors une des favorites des fans et est désormais une référence encore des décennies plus tard. La fin au piano de Racing in the Street fut étonnamment lié avec l'introduction au piano de Thunder Road. Sur l'album studio Born to Run, Backstreets était un récit épique parlant de trahison et de perte, durant 6 minutes 30, et que le critique Greil Marcus avait comparé à l'Iliade. Elle était alors rallongée dans sa version live pour atteindre entre 11 et 13 minutes, avec une douce et longue partie au piano connue sous différents noms dont Baby I remember you, Little Girl Don't Cry ou Sad Eyes. Sur certains enregistrements, on peut entendre les spectateurs crier au moment où la partie dramatique surgit, avant que le rythme ne s'accélère, puis s'arrête d'un coup, et que la coda Hiding on the Ba-ack-streets ne revienne de plein fouet. Cet interlude sera plus tard utilisé comme base pour certaines parties de Drive All Night sur The River, mais pour de nombreux fans, Springsteen avait atteint dans cette version rallongée de 1978 le point culminant de sa performance artistique.
Durant cette tournée, le E Street Band avait un son puissant mais presque maigre, chaque instrument ayant un rôle clairement délimité (le son du groupe deviendra plus puissant avec l'arrivée de nouveaux membres dans les années 1990 et 2000 mais il perdra en clarté). En particulier, le piano de Roy Bittan était la pierre angulaire musicale de nombreuses chansons.
Tout ce qui composait ces concerts n'était pas sombre ou mélancolique : la troisième chanson était presque tout le temps la chanson sério-comique Spirit in the Night, appelant une participation du public, et vers la fin des concerts, les choses s'allégeaient considérablement avec la chanson Rosalita (Come Out Tonight) et les rappels incluant le classique survolté de R&B Detroit Medley et des frasques à la James Brown pendant la chanson Quarter to Three de Gary U.S. Bonds, véritable hymne à la fête. Les petites histoires racontées par Springsteen devinrent plus honnêtes qu'auparavant, avec sa fameuse histoire de « foutue guitare » à propos du conflit acerbe avec son père, mais toujours racontée avec affection (surtout quand un membre de sa famille était présent).
Cette tournée vit aussi pour la première fois Springsteen en tête d'affiche d'arénas (dont le Madison Square Garden à New York), un changement qu'il n'avait pas du tout apprécié puisque cela réduisait le contrôle qu'il avait sur les spectateurs. Le concert resta le même dans ces plus grands établissements et Springsteen continuera à jouer dans des arénas ou parfois même dans des stades lors des décennies suivantes.

## Réception critique et commerciale
Selon le site non officiel Brucebase, géré par des fans, la plupart des concerts de la tournée se sont joués à guichet fermé ou presque : il n'y avait qu'une poignée de concerts avec de nombreux sièges vides, dont un à Kalamazoo (Michigan) où Springsteen proposa au promoteur de compenser les pertes financières. Selon Lynn Goldsmith, photographe du groupe et petite-amie de Springsteen à l'époque, il y avait de nombreuses salles à moitié pleines, mais le niveau de performance de Springsteen ne changeait pas selon le nombre de personnes présentes.
Le critique Robert Hilburn du Los Angeles Time écrit : « Je me suis rendu compte de la foi que je commençais à avoir en Springsteen un jour de décembre 1978 lorsque j'ai parcouru 400 miles en voiture jusqu'à Tucson en Arizona, pour le voir en concert (pour des raisons personnelles et non professionnelles). Ce concert faisait partie d'un court passage dans l'ouest des États-Unis vers la fin de la tournée qui ignora Los Angeles... Une vague d'émotions me vint lors du concert de Bruce à Tucson... voir Springsteen se donner autant sur scène et écouter l'éloquence de ses chansons me fit oublier tous mes doutes et me rappela mes propres rêves. »
Lynn Goldsmith dit plus tard que la tournée de 1978 était loin du stéréotype d'une tournée rock et la compara à la tournée américaine des Rolling Stones de 1978, tournée à laquelle elle a aussi participé : « Avec Bruce, il n'y avait pas de drogues, pas d'alcool, des (longues) répétitions et des (longs) concerts. Avec les Stones, il n'y avait pas de répétitions, beaucoup de fêtes et ils quittaient la scène aussi vite que possible pour rejoindre leur jet privé... Lors de cette tournée, Bruce n'avait pas du tout d'argent, point barre. Au lieu de sortir en boite après les concerts, il y avait plus de chances de le voir passer le temps à jouer au flipper ou à regarder le paysage défiler sous ses yeux au travers de la fenêtre arrière du bus. »

## Diffusions et enregistrements
L'une des raisons pour laquelle la tournée de 1978 est autant restée dans le souvenir des gens, et est souvent vu comme l'apogée de la carrière de Springsteen et du E Street Band en concert, est le fait que de nombreux concerts ont été retransmis en intégralité sur des radios rock. Parmi ceux-ci, le concert du 7 juillet à West Hollywood dans le club The Roxy a été diffusé sur KMET, celui du 9 août à l'Agora Theatre de Cleveland a été diffusé sur WMMS, celui du 19 septembre au Capitol Theatre à Passaic (New Jersey) a été diffusé sur WNEW-FM, celui du 30 septembre au Fox Theatre à Atlanta a été diffusé sur 20 stations différentes du sud-est des États-Unis et celui du 15 décembre au Winterland Ballroom de San Francisco a été diffusé sur KSAN-FM. Ces retransmissions ont été remixées par Jimmy Iovine et étaient d'une grande qualité audio. Au cours des années suivantes, les radios ont de nouveau passé ces enregistrements et de nombreux bootlegs de bonne qualité furent créés et mis en circulation.
Une interview radio avec le disc-jockey new-yorkais Dave Herman inclut également des extraits d'un live datant du 1er juillet au Berkeley Community Theatre, comprenant la version longue de Prove It All Night ; ces morceaux seront également entendus sur d'autres émissions de radios telles que King Biscuit Flower Hour.
On peut ajouter à tout cela un long clip vidéo pour Rosalita sorti sur MTV au début des années 80, provenant du concert (par ailleurs filmé intégralement) du 8 juillet à l'Arizona Veterans Memorial Coliseum de Phoenix (Arizona) qui inclut la présentation des membres du groupe (habituellement faite lors de cette chanson) et où de nombreuses femmes se jettent sur la scène. Il capture le côté énergique et joueur de Springsteen et du E Street Band en concert et a été la première introduction au groupe pour de nombreuses personnes. Il est sorti plus tard en 1989 en VHS sur Video Anthology/1978-88.
Le recueil de titres Live/1975-85 comporte neuf morceaux de la tournée de 1978, mais les fans ont été déçus puisque le long interlude de Backstreets a été retiré, des gags et histoires furent enlevés ou mélangés alors qu'ils venaient de plusieurs concerts différents, et surtout la version longue de Prove It All Night était manquante. De plus, quelques pistes de 1978 avaient été réenregistrées à la Hit Factory en 1986.
En 2006, le manager de Springsteen Jon Landau indiqua qu'un DVD contenant une version complète d'un concert du Darkness Tour était peut-être en vue, suivant une sortie similaire d'un concert de 1975 provenant du Born to Run Tour. Les fans ont fortement spéculé à propos d'une telle possibilité. Cela s'est concrétisé en novembre 2010 avec la sortie de The Promise: The Making of Darkness On the Edge of Town, un coffret qui inclut un DVD avec un enregistrement complet du concert du 8 décembre 1978 dans la salle The Summit à Houston (Texas).
L'une des diffusions radio les plus connues, celle du 9 août, est sortie sous le titre The Agora, Cleveland 1978 en 2015 dans la collection Bruce Springsteen Archives.

## Membres
- Bruce Springsteen – chant, guitare, harmonica
- Roy Bittan – piano, choriste
- Clarence Clemons – saxophone, percussions, clarinette, choriste
- Danny Federici – orgue, glockenspiel électronique, accordéon
- Garry Tallent – basse
- Steven Van Zandt – guitare, choriste
- Max Weinberg – batterie

## Dates de la tournée
| Date              | Ville              | Pays       | Lieu                                    | Tickets vendus/ disponibles | Revenus   |
| ----------------- | ------------------ | ---------- | --------------------------------------- | --------------------------- | --------- |
| 23 mai 1978       | Buffalo            | États-Unis | Shea's Performing Arts Center           | 3 187 / 3 187               | 23 200 $  |
| 24 mai 1978       | Albany             | États-Unis | Palace Theatre                          |                             |           |
| 26 mai 1978       | Philadelphie       | États-Unis | The Spectrum                            |                             |           |
| 27 mai 1978       | Philadelphie       | États-Unis | The Spectrum                            |                             |           |
| 29 mai 1978       | Boston             | États-Unis | Boston Music Hall                       |                             |           |
| 30 mai 1978       | Boston             | États-Unis | Boston Music Hall                       |                             |           |
| 31 mai 1978       | Boston             | États-Unis | Boston Music Hall                       |                             |           |
| 2 juin 1978       | Annapolis          | États-Unis | Halsey Field House                      |                             |           |
| 3 juin 1978       | Uniondale          | États-Unis | Nassau Veterans Memorial Coliseum       |                             |           |
| 5 juin 1978       | Toledo             | États-Unis | Toledo Sports Arena                     |                             |           |
| 6 juin 1978       | Indianapolis       | États-Unis | Indiana Convention Center               | 2 014 / 6 000               | 15 015 $  |
| 8 juin 1978       | Madison            | États-Unis | Dane County Memorial Coliseum           | 4 739 / 9 000               | 33 420 $  |
| 9 juin 1978       | Milwaukee          | États-Unis | MECCA Arena                             |                             |           |
| 10 juin 1978      | Bloomington        | États-Unis | Metropolitan Sports Center              | 6 428 / 13 000              | 44 966 $  |
| 13 juin 1978      | Iowa City          | États-Unis | Hancher Auditorium                      | 2 568 / 2 568               | 20 177 $  |
| 14 juin 1978      | Omaha              | États-Unis | Civic Auditorium Music Hall             | 2 518 / 2 518               | 18 455 $  |
| 16 juin 1978      | Kansas City        | États-Unis | Memorial Hall                           | 2 777 / 2 777               | 20 828 $  |
| 17 juin 1978      | St. Louis          | États-Unis | Kiel Auditorium                         | 4 516 / 10 000              | 33 662 $  |
| 20 juin 1978      | Morrison           | États-Unis | Red Rocks Amphitheatre                  | 6 315 / 6 315               | 49 824 $  |
| 23 juin 1978      | Portland           | États-Unis | Paramount Theatre                       |                             |           |
| 24 juin 1978      | Portland           | États-Unis | Paramount Theatre                       | 2 504 / 2 504               | 19 627 $  |
| 25 juin 1978      | Seattle            | États-Unis | Paramount Theatre                       | 2 976 / 2 976               | 22 677 $  |
| 26 juin 1978      | Vancouver          | Canada     | Queen Elizabeth Theatre                 |                             |           |
| 29 juin 1978      | San Jose           | États-Unis | San Jose Center for the Performing Arts | 2 463 / 2 463               | 19 082 $  |
| 30 juin 1978      | Berkeley           | États-Unis | Berkeley Community Theatre              | 3 475 / 3 483               | 23 959 $  |
| 1 juillet 1978    | Berkeley           | États-Unis | Berkeley Community Theatre              | 3 483 / 3 483               | 24 018 $  |
| 5 juillet 1978    | Inglewood          | États-Unis | The Forum                               | 12 723 / 12 723             | 101 742 $ |
| 7 juillet 1978    | West Hollywood     | États-Unis | Roxy Theatre                            |                             |           |
| 8 juillet 1978    | Phoenix            | États-Unis | Veterans Memorial Coliseum              | 7 783 / 12 000              | 56 059 $  |
| 9 juillet 1978    | San Diego          | États-Unis | San Diego Sports Arena                  | 6 339 / 12 000              | 40 082 $  |
| 12 juillet 1978   | Dallas             | États-Unis | Dallas Convention Center Theater        | 1 761 / 1 761               | 12 327 $  |
| 14 juillet 1978   | San Antonio        | États-Unis | Memorial Auditorium                     | 3 152 / 5 000               | 23 583 $  |
| 15 juillet 1978   | Houston            | États-Unis | Sam Houston Coliseum                    | 9 012 / 9 012               | 66 999 $  |
| 16 juillet 1978   | New Orleans        | États-Unis | Municipal Auditorium                    | 5 000 / 5 000               | 35 644 $  |
| 18 juillet 1978   | Jackson            | États-Unis | Jackson Municipal Auditorium            | 2 283 / 2 283               | 17 123 $  |
| 19 juillet 1978   | Memphis            | États-Unis | Dixon-Myers Hall                        |                             |           |
| 21 juillet 1978   | Nashville          | États-Unis | Nashville Municipal Auditorium          |                             |           |
| 28 juillet 1978   | Miami              | États-Unis | Jai Alai Fronton                        |                             |           |
| 29 juillet 1978   | St. Petersburg     | États-Unis | Bayfront Center Arena                   |                             |           |
| 31 juillet 1978   | Columbia           | États-Unis | Township Auditorium                     |                             |           |
| 1 août 1978       | Charleston         | États-Unis | Gaillard Municipal Auditorium           |                             |           |
| 2 août 1978       | Charlotte          | États-Unis | Charlotte Coliseum                      |                             |           |
| 4 août 1978       | Charleston         | États-Unis | Charleston Civic Center                 |                             |           |
| 5 août 1978       | Louisville         | États-Unis | Louisville Gardens                      | 4 000 / 5 000               | 28 328 $  |
| 7 août 1978       | Kalamazoo          | États-Unis | Wings Stadium                           |                             |           |
| 9 août 1978       | Cleveland          | États-Unis | The Agora                               |                             |           |
| 10 août 1978      | Rochester          | États-Unis | Rochester Community War Memorial        | 5 984 / 10 000              | 42 729 $  |
| 12 août 1978      | Augusta            | États-Unis | Augusta Civic Center                    | 5 892 / 5 892               | 48 780 $  |
| 14 août 1978      | Hampton            | États-Unis | Hampton Coliseum                        |                             |           |
| 15 août 1978      | Landover           | États-Unis | Capital Centre                          |                             |           |
| 18 août 1978      | Philadelphia       | États-Unis | The Spectrum                            |                             |           |
| 19 août 1978      | Philadelphia       | États-Unis | The Spectrum                            |                             |           |
| 21 août 1978      | New York           | États-Unis | Madison Square Garden                   |                             |           |
| 22 août 1978      | New York           | États-Unis | Madison Square Garden                   |                             |           |
| 23 août 1978      | New York           | États-Unis | Madison Square Garden                   |                             |           |
| 25 août 1978      | New Haven          | États-Unis | New Haven Veterans Memorial Coliseum    | 9 586 / 9 586               | 76 841 $  |
| 26 août 1978      | Providence         | États-Unis | Providence Civic Center                 | 10 500 / 10 500             | 82 568 $  |
| 28 août 1978      | Pittsburgh         | États-Unis | Stanley Theatre                         | 3 489 / 3 489               | 29 236 $  |
| 29 août 1978      | Pittsburgh         | États-Unis | Stanley Theatre                         | 3 473 / 3 489               | 29 034 $  |
| 30 août 1978      | Richfield Township | États-Unis | Coliseum at Richfield                   |                             |           |
| 1 septembre 1978  | Detroit            | États-Unis | Masonic Temple Theatre                  |                             |           |
| 3 septembre 1978  | Saginaw            | États-Unis | Saginaw Civic Center                    |                             |           |
| 5 septembre 1978  | Columbus           | États-Unis | Veterans Memorial Auditorium            |                             |           |
| 6 septembre 1978  | Chicago            | États-Unis | Uptown Theatre                          | 4 381 / 4 381               | 34 793 $  |
| 9 septembre 1978  | Notre Dame         | États-Unis | Athletic & Convocation Center           | 5 310 / 10 000              | 38 996 $  |
| 10 septembre 1978 | Cincinnati         | États-Unis | Riverfront Coliseum                     | 6 630 / 17 000              | 49 090 $  |
| 12 septembre 1978 | Syracuse           | États-Unis | Syracuse Memorial Auditorium            |                             |           |
| 13 septembre 1978 | Springfield        | États-Unis | Springfield Civic Center                | 6 664 / 6 664               | 53 217 $  |
| 15 septembre 1978 | New York           | États-Unis | The Palladium                           |                             |           |
| 16 septembre 1978 | New York           | États-Unis | The Palladium                           |                             |           |
| 17 septembre 1978 | New York           | États-Unis | The Palladium                           |                             |           |
| 19 septembre 1978 | Passaic            | États-Unis | Capitol Theatre                         | 10 518 / 10 518             | 85 791 $  |
| 20 septembre 1978 | Passaic            | États-Unis | Capitol Theatre                         | 10 518 / 10 518             | 85 791 $  |
| 21 septembre 1978 | Passaic            | États-Unis | Capitol Theatre                         | 10 518 / 10 518             | 85 791 $  |
| 25 septembre 1978 | Boston             | États-Unis | Boston Garden                           | 11 000 / 11 000             | 102 707 $ |
| 29 septembre 1978 | Birmingham         | États-Unis | Boutwell Memorial Auditorium            |                             |           |
| 30 septembre 1978 | Atlanta            | États-Unis | Fox Theatre                             | 3 828 / 3 828               | 32 538 $  |
| 1 octobre 1978    | Atlanta            | États-Unis | Fox Theatre                             | 3 822 / 3 828               | 32 487 $  |
| 17 octobre 1978   | West Hollywood     | États-Unis | The Troubadour                          |                             |           |
| 1 novembre 1978   | Princeton          | États-Unis | Jadwin Gymnasium                        |                             |           |
| 2 novembre 1978   | Landover           | États-Unis | Capital Centre                          |                             |           |
| 4 novembre 1978   | Burlington         | États-Unis | Patrick Gym                             |                             |           |
| 5 novembre 1978   | Durham             | États-Unis | UNH Field House                         |                             |           |
| 7 novembre 1978   | Ithaca             | États-Unis | Barton Hall                             |                             |           |
| 8 novembre 1978   | Montréal           | Canada     | Forum de Montréal                       |                             |           |
| 10 novembre 1978  | St. Bonaventure    | États-Unis | Reilly Center                           |                             |           |
| 12 novembre 1978  | Troy               | États-Unis | RPI Field House                         |                             |           |
| 14 novembre 1978  | Utica (New York)   | États-Unis | Utica Memorial Auditorium               |                             |           |
| 16 novembre 1978  | Toronto            | Canada     | Maple Leaf Gardens                      |                             |           |
| 17 novembre 1978  | East Lansing       | États-Unis | Munn Ice Arena                          |                             |           |
| 18 novembre 1978  | Oxford             | États-Unis | Millett Hall                            |                             |           |
| 20 novembre 1978  | Champaign          | États-Unis | Assembly Hall                           |                             |           |
| 21 novembre 1978  | Evanston           | États-Unis | McGaw Hall                              |                             |           |
| 25 novembre 1978  | St. Louis          | États-Unis | Kiel Opera House                        | 3 557 / 3 557               | 29 380 $  |
| 27 novembre 1978  | Milwaukee          | États-Unis | MECCA Arena                             |                             |           |
| 28 novembre 1978  | Madison            | États-Unis | Dane County Memorial Coliseum           |                             |           |
| 29 novembre 1978  | Saint Paul         | États-Unis | St. Paul Civic Center Arena             |                             |           |
| 1 décembre 1978   | Norman             | États-Unis | Lloyd Noble Center                      |                             |           |
| 3 décembre 1978   | Carbondale         | États-Unis | SIU Arena                               |                             |           |
| 5 décembre 1978   | Baton Rouge        | États-Unis | LSU Assembly Center                     | 5 337 / 12 000              | 40 027 $  |
| 7 décembre 1978   | Austin             | États-Unis | Special Events Center                   | 9 197 / 15 000              | 63 927 $  |
| 8 décembre 1978   | Houston            | États-Unis | The Summit                              | 12 003 / 15 000             | 98 925 $  |
| 9 décembre 1978   | Dallas             | États-Unis | Dallas Convention Center Arena          | 6 959 / 9 500               | 44 951 $  |
| 13 décembre 1978  | Tucson             | États-Unis | Tucson Community Center Arena           |                             |           |
| 15 décembre 1978  | San Francisco      | États-Unis | Winterland Ballroom                     | 10 800 / 10 800             | 80 975 $  |
| 16 décembre 1978  | San Francisco      | États-Unis | Winterland Ballroom                     | 10 800 / 10 800             | 80 975 $  |
| 19 décembre 1978  | Portland           | États-Unis | Paramount Theatre                       |                             |           |
| 20 décembre 1978  | Seattle            | États-Unis | Seattle Center Arena                    |                             |           |
| 27 décembre 1978  | Pittsburgh         | États-Unis | Stanley Theatre                         | 6 962 / 6 962               | 58 270 $  |
| 28 décembre 1978  | Pittsburgh         | États-Unis | Stanley Theatre                         | 6 962 / 6 962               | 58 270 $  |
| 30 décembre 1978  | Detroit            | États-Unis | Cobo Arena                              |                             |           |
| 31 décembre 1978  | Richfield Township | États-Unis | Coliseum at Richfield                   |                             |           |
| 1 janvier 1979    | Richfield Township | États-Unis | Coliseum at Richfield                   |                             |           |

Concerts annulés et reprogrammés
| Date             | Ville                  | Lieu                           | Commentaires                                |
| ---------------- | ---------------------- | ------------------------------ | ------------------------------------------- |
| 12 juillet 1978  | Dallas (Texas)         | Dallas Convention Center Arena | Déplacé au Dallas Convention Center Theater |
| 22 juillet 1978  | Birmingham (Alabama)   | Boutwell Memorial Auditorium   | Reprogrammé au 29 septembre 1978            |
| 23 juillet 1978  | Atlanta (Georgie)      | Fox Theatre                    | Reprogrammé au 30 septembre 1978            |
| 25 juillet 1978  | Jacksonville (Floride) | Civic Auditorium               | Annulé                                      |
| 26 juillet 1978  | Lakeland (Floride)     | Lakeland Civic Center          | Annulé                                      |
| 8 août 1978      | Toronto (Canada)       | Ryerson Theatre                | Annulé                                      |
| 11 décembre 1978 | Boulder (Colorado)     | Macky Auditorium               | Annulé                                      |
| 18 décembre 1978 | Portland (Oregon)      | Paramount Theatre              | Reprogrammé au 19 décembre 1978             |